# إيك كيلي
إيك كيلي (بالإنجليزية: Ike Kelley)‏ هو لاعب كرة قدم أمريكية أمريكي، ولد في 14 يوليو 1944 في لودينغتون في الولايات المتحدة.

## وصلات خارجية
- إيك كيلي على موقع مرجع كرة القدم المحترفة.كوم (الإنجليزية)
- إيك كيلي على موقع JustSportsStats.com (الإنجليزية)